# Rozporządzenie w sprawie drewna
Rozporządzenie UE w sprawie drewna (rozporządzenie (UE) nr 995/2010) – rozporządzenie Unii Europejskiej z 20 października 2010 r. przeciwdziałające handlowi nielegalnie pozyskanym drewnem i produktami z takiego drewna na terytorium UE. Zabrania ono wprowadzania do obrotu na rynku UE nielegalnie pozyskanego drewna i produktów pochodzących z niego oraz ustanawia obowiązki podmiotów prowadzących obrót drewnem. Rozporządzenie obowiązuje we wszystkich państwach członkowskich UE od 3 marca 2013 r.

## Kontekst
Nielegalne pozyskiwanie drewna, a więc takie, które narusza przepisy lub regulacje kraju pozyskania, niesie poważne skutki gospodarcze, środowiskowe i społeczne dla najbardziej wartościowych zalesionych obszarów świata oraz dla społeczności zależnych od tych lasów. Skutkuje ono utratą przychodów, uderza w uczciwe podmioty, wiąże się z wylesianiem, utratą różnorodności biologicznej i emisją gazów cieplarnianych, jak też prowadzi do konfliktów o ziemię i zasoby oraz osłabia społeczności tubylcze.
UE jest ważnym rynkiem eksportowym dla krajów, w których problem nielegalnego pozyskiwania drewna i niewłaściwego zarządzania sektorem leśnym przybiera największe rozmiary. Zezwalając na wprowadzanie do obrotu w UE drewna i produktów z drewna pochodzących potencjalnie z nielegalnych źródeł, kraje UE przyczyniają się w gruncie rzeczy do takiego wyrębu.
Aby zaradzić temu problemowi, UE opracowała w 2003 r. plan działań na rzecz egzekwowania prawa, zarządzania i handlu w dziedzinie leśnictwa (FLEGT), który obejmuje środki mające wykluczyć nielegalnie pozyskiwane drewno z rynków, usprawnić dostawy legalnego surowca oraz zwiększyć popyt na produkty pochodzące z drewna pozyskiwanego w odpowiedzialny sposób. Najważniejszymi elementami planu działań są rozporządzenie w sprawie drewna wraz z dobrowolnymi umowami o partnerstwie (umowami handlowymi z krajami eksportującymi drewno, które zapobiegają wprowadzaniu nielegalnie pozyskiwanego drewna do obrotu na rynku europejskim).

## Ogólne informacje
Aby przeciwdziałać niezgodnemu z prawem wyrębowi na całym świecie, rozporządzenie zabrania wprowadzania nielegalnie pozyskanego drewna i produktów pochodzących z takiego drewna do obrotu na rynku UE. Dzieli ono uczestników handlu drewnem lub produktami z drewna na dwie kategorie – podmioty i podmioty handlowe. Na każdej z tych kategorii spoczywają odmienne obowiązki.
Podmioty – czyli zgodnie z definicją w rozporządzeniu osoby, które wprowadzają drewno lub produkty z drewna po raz pierwszy do obrotu na rynku UE – mają obowiązek postępować z „należytą starannością”. Podmioty handlowe – zdefiniowane w rozporządzeniu jako osoby zbywające lub nabywające drewno bądź produkty z drewna już wprowadzone do obrotu na rynku UE – mają natomiast obowiązek przechowywania informacji na temat dostawców i klientów, aby umożliwić łatwą ich identyfikację.

## Należyta staranność
Podmioty mają obowiązek postępować z „należytą starannością”, wprowadzając drewno lub produkty z drewna do obrotu na rynku UE, aby zminimalizować ryzyko obrotu nielegalnie pozyskanym drewnem bądź produktami je zawierającymi. Innymi słowy, muszą wdrożyć system zarządzania ryzykiem, którego trzema elementami są:
informacje: podmiot musi mieć dostęp do informacji o drewnie i produktach z drewna, o kraju pozyskania (oraz w stosownych przypadkach o regionie pozyskania drewna i zezwoleniu na jego pozyskanie), o gatunku, ilości i dostawcy, jak też do informacji potwierdzających zgodność z ustawodawstwem krajowym;
ocena ryzyka: podmiot powinien ocenić ryzyko pojawienia się nielegalnie pozyskanego drewna w jego łańcuchu dostaw na podstawie powyższych informacji oraz uwzględniając kryteria określone w rozporządzeniu;
ograniczanie ryzyka: gdy z oceny wynika, że ryzyko pojawienia się nielegalnie pozyskanego drewna w łańcuchu dostaw nie jest nieistotne, ryzyko to można ograniczyć przy użyciu dodatkowych środków, na przykład wymagając od dostawcy dodatkowych informacji i weryfikacji.
Podmiot może opracować własny system zasad należytej staranności lub skorzystać z systemu stworzonego przez organizację monitorującą.

## Produkty objęte rozporządzeniem
Ustawodawstwo dotyczy drewna i produktów z drewna wyprodukowanych w UE oraz przywiezionych spoza jej terytorium. Objęte są nim produkty z litego drewna, pokrycia podłogowe, sklejka, ścier z drewna i papier itp. Nie są nim natomiast objęte produkty pochodzące z recyklingu oraz zadrukowany papier, np. książki, czasopisma i gazety.
Drewno i produkty z drewna objęte ważnymi zezwoleniami FLEGT lub CITES uznaje się za zgodne z wymogami rozporządzenia.
Rozporządzenie nie dotyczy osób fizycznych zbywających lub nabywających drewno bądź produkty z drewna do użytku osobistego.

## Zastosowanie
Rozporządzenie UE w sprawie drewna obowiązuje we wszystkich państwach członkowskich UE. Ustawodawcy w poszczególnych krajach wprowadzają skuteczne, proporcjonalne i odstraszające sankcje, aby zapewnić przestrzeganie jego przepisów. W każdym kraju działa właściwy organ, który koordynuje egzekwowanie rozporządzenia.

## Prawodawstwo wtórne
W dniu 23 lutego 2012 r. Komisja Europejska przyjęła rozporządzenie delegowane Komisji (UE) nr 363/2012 w celu ustanowienia zasad uznawania i cofania uznawania organizacji monitorujących.
Ponadto 6 lipca 2012 r. Komisja Europejska przyjęła rozporządzenie wykonawcze Komisji (UE) nr 607/2012 w celu zapewnienia jednolitego stosowania rozporządzenia w sprawie drewna na całym terytorium UE. Określono w nim szczegółowo środki oceny ryzyka i ograniczania ryzyka stanowiące elementy „systemu zasad należytej staranności”, jak też częstotliwość i charakter kontroli, które właściwe organy państw członkowskich będą przeprowadzać w odniesieniu do organizacji monitorujących.